# John Forbes Nash
John Forbes Nash, Jr. (født 13. juni 1928, død 23. maj 2015) var en amerikansk matematiker. Hans arbejde inden for spilteori, differentialgeometri og partielle differentialligninger har givet indsigt i nogle af de faktorer, der styrer begivenhederne i komplekse systemer i hverdagslivet. Hans teorier bruges i dag inden for økonomi, datalogi, evolutionær biologi, kunstig intelligens, politik og militær teori.
Han modtog Nobelprisen i økonomi i 1994 sammen med Reinhard Selten og John Harsanyi for sit fundamentale bidrag til økonomisk spilteori. I 2015 modtog han sammen med Louis Nirenberg Abelprisen, der ofte omtales som matematikkens Nobelpris.

## Liv og karriere
Nash kom til Princeton University i 1948 og genopfandt samme år spillet hex. Hans ph.d.-afhandling fra Princeton var et 28-siders skrift om ikke-kooperativ spilteori, der indeholdt definitionen af og en oversigt over kernebegrebet Nash-ligevægt - som er den ligevægt, der opstår i spilsituationer, når alle spillere opfører sig optimalt, givet de andre spilleres adfærd. 
Nash led af paranoid skizofreni, hvilket var årsagen til at han flere gange var tvangsindlagt på psykiatriske hospitaler.
I 1978 blev Nash tildelt John von Neumann-prisen, den førende pris inden for operationsanalyse, for sit arbejde. Han delte prisen med Carlton E. Lemke. 
I 1994 modtog han Nobelprisen i økonomi sammen med Reinhard Selten og John Harsanyi "for deres banebrydende analyse af ligevægte inden for spilteori".
I 2015 modtog han sammen med Louis Nirenberg den prestigefyldte norske Abelpris, der tildeles fremragende matematikere,  for "slående og fruktbare bidrag til teorien for ikkelineære partielle differensialligninger og deres anvendelser i geometrisk analyse".
Nash omkom i en trafikulykke den 23. maj 2015, sammen med sin kone Alicia, i delstaten New Jersey.

## Populærkultur
Filmen Et smukt Sind  er inspireret af Nashs liv og skizofreni. Den blev godt modtaget af kritikerne, men er blevet kritiseret for sin ukorrekte skildring af nogle aspekter af hans liv, især hans "anden familie" og en søn født uden for ægteskab. Imidlertid har filmskabere erklæret, at filmen ikke var ment som en bogstavelig gengivelse.